# Hans-Peter Reinecke (Schauspieler)
Hans-Peter Reinecke, irrtümlich manchmal Reinicke, (* 16. Mai 1941 in Magdeburg; † 20. November 2005 in Berlin) war ein deutscher Schauspieler, der vor allem in der DDR auf der Bühne und beim Film arbeitete. Von 1969 bis zu seinem Tod war er festes Ensemblemitglied am Berliner Ensemble.

## Leben und Karriere
Hans-Peter Reinecke war der Sohn der Schauspielerin Charlotte Reinecke und des Dramaturgen und Regisseurs Horst Reinecke. Seine Schwester Renate von Wangenheim und seine Halbschwester Ruth Reinecke sind ebenfalls als Schauspielerinnen tätig. Er war einige Jahre lang mit der Schauspielerin Hildegard Alex (* 1942) verheiratet.
Reinecke absolvierte zunächst eine Lehre als Zimmermann. Danach betätigte er sich als Puppenspieler und war Bühnenarbeiter am Mecklenburgischen Staatstheater Schwerin. Von 1960 bis 1962 studierte er an der Schauspielschule in Berlin-Schöneweide. Anschließend erhielt er am Theater der Bergarbeiter in Senftenberg sein erstes Engagement. Ab 1969 war er festes Ensemblemitglied am Berliner Ensemble, wo er insgesamt in 59 Bühneninszenierungen wirkte, unter anderem als Pawel in Die Mutter, als Jean Cabet in Die Tage der Commune, als Aufidius in Coriolan oder als Wilhelm Voigt in Der Hauptmann von Köpenick. In der Spielzeit 2005/06 spielte er in Peter Zadeks Inszenierung von Henrik Ibsens Peer Gynt seine letzte Rolle am Berliner Ensemble.
Neben der Theaterarbeit stand Reinecke ab 1960 auch für Film- und Fernsehproduktionen der DEFA und des Deutschen Fernsehfunk vor der Kamera. 1986 wurde er mit dem Kunstpreis der DDR ausgezeichnet. Sein filmisches Schaffen umfasst mehr als 70 Film-und-Fernsehproduktionen.

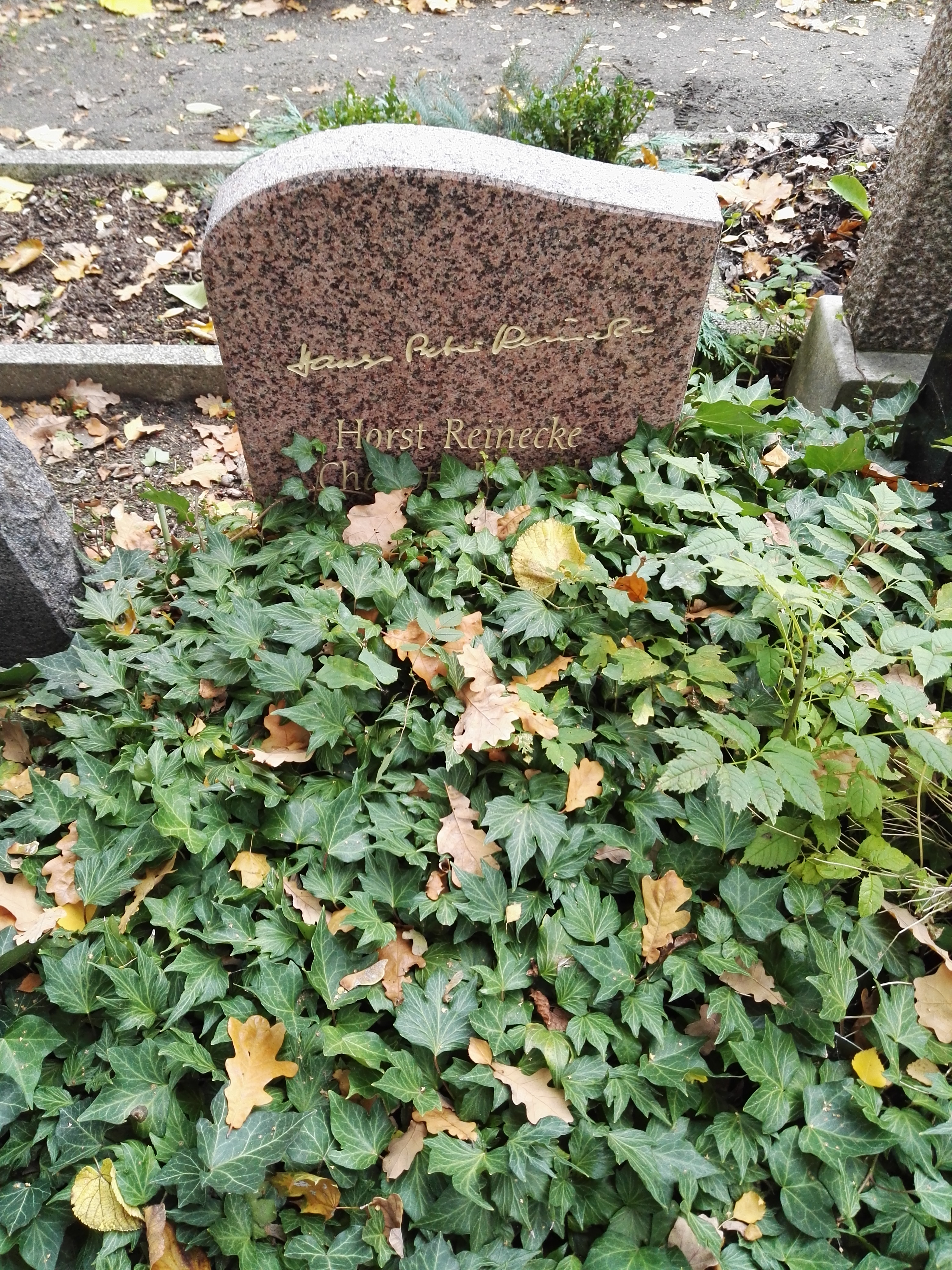
Grabstätte von Hans-Peter Reinecke

Hans-Peter Reinecke starb am 20. November 2005 nach längerer Krankheit im Alter von 64 Jahren in Berlin. Seine Grabstätte befindet sich auf dem Dorotheenstädtischen Friedhof.

## Filmografie (Auswahl)
- 1960: Die Weiße Taube
- 1960: Begegnung im Zwielicht (Spotkania w mroku)
- 1961: Gewissen in Aufruhr
- 1961: Das hölzerne Kälbchen
- 1963: Christine
- 1963: Julia lebt
- 1963: Beschreibung eines Sommers
- 1964: Der fliegende Holländer
- 1966: Spur der Steine
- 1967: Brennende Ruhr (Fernsehfilm)
- 1969: Unbekannte Bürger (Fernseh-Fünfteiler)
- 1970: Unterwegs zu Lenin
- 1971: Ein Mann, der sterben muss (Fernsehfilm)
- 1971: Rottenknechte (Fernseh-Fünfteiler)
- 1971: KLK an PTX – Die Rote Kapelle
- 1971: Optimistische Tragödie (Fernsehfilm)
- 1971: Polizeiruf 110: Der Fall Lisa Murnau (Fernsehreihe)
- 1972: Hund über Bord
- 1973: Polizeiruf 110: Vorbestraft (Fernsehreihe)
- 1973: Die sieben Affären der Doña Juanita (Fernseh-Vierteiler)
- 1974: Der Untergang der Emma
- 1974: Zum Beispiel Josef
- 1975: Karlemanns Brücke (Fernsehfilm)
- 1975: Jakob der Lügner
- 1976: Ein altes Modell (Fernsehfilm)
- 1977: Wer reißt denn gleich vor’m Teufel aus
- 1977: Tambari
- 1978: Polizeiruf 110: Schuldig
- 1979: Ich – dann eine Weile nichts (Fernsehfilm)
- 1980: Das Mädchen Störtebeker (Fernsehserie)
- 1980: Gevatter Tod (Fernsehfilm)
- 1980: Meines Vaters Straßenbahn (Fernseh-Zweiteiler)
- 1981: Verflucht und geliebt (Fernsehen, 5 Teile)
- 1981: Furcht und Elend des Dritten Reiches
- 1983: Polizeiruf 110: Auskünfte in Blindenschrift (Fernsehreihe)
- 1983: Taubenjule
- 1983: Einer vom Rummel
- 1983/87: Einzug ins Paradies (Miniserie)
- 1984: Front ohne Gnade (Fernsehserie)
- 1985: Polizeiruf 110: Laß mich nicht im Stich (Fernsehreihe)
- 1986: Jorinde und Joringel
- 1987: Polizeiruf 110: Explosion (Fernsehreihe)
- 1988: Der Staatsanwalt hat das Wort – Alles umsonst (Fernsehreihe)
- 1989: Großer Frieden (Theateraufzeichnung)
- 1995: Nikolaikirche (Fernsehfilm)
- 1996: Polizeiruf 110: Der Pferdemörder (Fernsehreihe)
- 1996: Unser Lehrer Doktor Specht (Fernsehserie, 3 Folgen)
- 2000: Der Preis der Schönheit
- 2001: Drehkreuz Airport (Fernsehserie, 1 Folge)

## Theater
- 1969: Bertolt Brecht: Das Manifest (Brechtabend Nr. 5) – Regie: Klaus Erforth/Alexander Stillmark (Berliner Ensemble)
- 1971: Bertolt Brecht: Im Dickicht der Städte (George Garga) – Regie: Ruth Berghaus (Berliner Ensemble)
- 1971: Bertolt Brecht: Die Gewehre der Frau Carrar (Pedro) – Regie: Ruth Berghaus (Berliner Ensemble)
- 1971: Bertolt Brecht: Leben des Galilei (Andrea) – Regie: Fritz Bennewitz (Berliner Ensemble)
- 1972: Peter Hacks Omphale – Regie: Ruth Berghaus (Berliner Ensemble)
- 1973: Heiner Müller: Zement (Badjin) – Regie: Ruth Berghaus (Berliner Ensemble)
- 1974: Bertolt Brecht nach Christopher Marlowe: Leben Eduards des Zweiten von England (Kent) – Regie: Ekkehard Schall/Barbara Berg (Berliner Ensemble)
- 1974: Bertolt Brecht: Die Mutter (Smilgin) – Regie: Ruth Berghaus (Berliner Ensemble)
- 1975: Bertolt Brecht: Herr Puntila und sein Knecht Matti (Matti) – Regie: Peter Kupke (Berliner Ensemble)
- 1976: Bertolt Brecht: Der kaukasische Kreidekreis (Simon Chachawa) – Regie: Peter Kupke (Berliner Ensemble)
- 1977: Bertolt Brecht nach Jakob Michael Reinhold Lenz: Der Hofmeister (Student Pätus) – Regie: Peter Kupke (Berliner Ensemble)
- 1978: Bertolt Brecht: Leben des Galilei (Kleiner Mönch) – Regie: Manfred Wekwerth/Joachim Tenschert (Berliner Ensemble)
- 1980: William Shakespeare: Der Widerspenstigen Zähmung (Kesselflicker Schlau) – Regie: Christoph Brück/Wolf Bunge (Berliner Ensemble)
- 1981: Bertolt Brecht: Mann ist Mann (Uria Shelley) – Regie: Konrad Zschiedrich (Berliner Ensemble)
- 1983: Bertolt Brecht: Die Tage der Commune – Regie: Carlos Medina (Berliner Ensemble)
- 1983: Bertolt Brecht: Trommeln in der Nacht – Regie: Christoph Schroth (Berliner Ensemble)
- 1986: Carl Zuckmayer: Der Hauptmann von Köpenick (Wilhelm Voigt) – Regie: Christoph Brück (Berliner Ensemble)
- 1986: William Shakespeare: Troilus und Cressida (Hektor) – Regie: Manfred Wekwerth (Berliner Ensemble)
- 1988: Volker Braun: Lenins Tod (Kamenjew) – Regie: Christoph Schroth (Berliner Ensemble)
- 1988: Bertolt Brecht: Die Mutter (Semjon Lapkin) – Regie: Manfred Wekwerth/Joachim Tenschert (Berliner Ensemble)
- 1990: Thomas Brasch: Rotter – Märchen aus Deutschland (Arbeiter) – Regie: Christoph Schroth (Berliner Ensemble)
- 1991: Bertolt Brecht: Schweyk im Zweiten Weltkrieg (Schweyk) – Regie: Manfred Wekwerth (Berliner Ensemble)

## Hörspiele
- 1973: Johann Wolfgang von Goethe: Geschichte des Götz von Berlichingen mit der eisernen Hand (Selbitz) – Regie: Werner Grunow (Hörspiel – Rundfunk der DDR)
- 1974: Hans Siebe: Die roten Schuhe (Köstner) – Regie: Barbara Plensat (Kriminalhörspiel – Rundfunk der DDR)
- 1980: Brüder Grimm: Das tapfere Schneiderlein (2. Riese) – Regie: Dieter Wardetzky (Kinderhörspiel – Litera)